# Вешняковская площадь
Вешняковская площадь — площадь в Юго-Восточном  административном округе города Москвы на территории районов Выхино-Жулебино и Рязанский на пересечении улиц Паперника, Вострухина, Хлобыстова, 4-го Вешняковского проезда.
Домов по площади не числится, на большинстве карт, в Общемосковском классификаторе улиц Москвы и в справочнике «Улицы современной Москвы» 2005 и 2009 гг. её также нет. Однако среди местных жителей сквер около платформы «Вешняки» иногда называется Вешняковской площадью.

## Происхождение названия
Названа в 1993 году по остановочному пункту Вешняки Казанского направления Московской железной дороги, к которому примыкает. Ранее на месте площади существовали Люберецкий и 5-й Вешняковский проезды посёлка Вешняки, ликвидированные в результате сноса старой малоэтажной застройки в конце 1960-х годов.
Название является полуофициальным – в Общемосковском классификаторе улиц Москвы и справочнике «Улицы современной Москвы» начиная с 1995 года площадь не числится, т.е. фактически упразднена.

## Транспорт
- Станция метро «Рязанский проспект»
- Станция метро «Окская»
- Платформа «Вешняки».